# 김호상
김호상(1969년 2월 ~ )은 KBS 예능본부의 대형이벤트방송사업단장과 예능센터의 센터장을 지냈고, 2023년 12월부터 스카이라이프티브이 대표이사로 재직 중이다.

## 학력 및 경력
- 1987 ~ 1993년, 연세대학교 신문방송학과 학사
- 1994년 12월, KBS 예능본부 프로듀서
- 2011년 8월 ~ 2018년 4월, KBS 예능운영팀 책임프로듀서(CP)
- 2019년 1월 ~ 2019년 9월, KBS 3.1운동및대한민국임시정부100주년방송담당 책임프로듀서
- 2019년 10월 ~ 2021년 4월, KBS 대형이벤트방송사업단 단장
- 2021년 4월 ~ 2021년 12월, KBS 예능본부 센터장 (본부장급)
- 2021년 12월 ~ 2023년 12월 KBS 울산방송국장
- 2023년 12월 ~ 현재 스카이라이프티브이 대표이사

## 연출한 프로그램
- 체험 삶의 현장
- 야! 한밤에
- 경제 비타민
- 비타민
- 설특집 아이돌 브레인 대격돌
- 뮤직뱅크
- 청춘불패
- 유희열의 스케치북 (책임 프로듀서)
- 청춘불패 2 (책임 프로듀서)
- 개그콘서트 (책임 프로듀서)
- 전국노래자랑 (책임 프로듀서)
- 이야기쇼 두드림 (책임 프로듀서)
- 연예가 중계 (책임 프로듀서)
- 가족의 품격 풀하우스 (책임 프로듀서)
- 나는 남자다 (책임 프로듀서)
- 뮤직뱅크 (책임 프로듀서)
- 대국민 토크쇼 안녕하세요 (책임 프로듀서)
- 나를 돌아봐 (책임 프로듀서)
- 해피선데이 (책임 프로듀서)
- 우리동네 예체능 (책임 프로듀서)
- 살림하는 남자들 (책임 프로듀서)
- 냄비받침 (책임 프로듀서)
- 용띠클럽 - 철부지 브로망스 (책임 프로듀서)
- 콘서트 7080 (책임 프로듀서)
- 3.1운동및대한민국임시정부수립100주년 특집 별 헤는 밤 (책임 프로듀서)

## 수상 경력
- 2004년, 농림부 장관 표창
- 2004년, 보건복지부 장관 표창 (비타민)
- 2005년, 국회 보건복지위원회 감사패 (비타민)
- 2005년, 방송위원회 좋은 프로그램상
- 2005년, 아시아방송연맹 최우수 오락프로그램상
- 2006년, 암 언론상 (비타민)
- 2010년, 농림수산식품부 감사패 (청춘불패)